# Corydoras undulatus
Corydoras undulatus es una especie de pez de la familia Callichthyidae en el orden de los Siluriformes.

## Morfología
• Los machos pueden llegar alcanzar los 4,4 cm de longitud total.

## Distribución geográfica
Se encuentran en Sudamérica: cuenca inferior del río Paraná y ríos costeros del sur de Brasil.